# Paul Divry
Paul Divry, né à Momignies (Belgique) le 24 avril 1889 et mort le 30 janvier 1967 , est un psychiatre belge.

## Biographie
Paul Divry fréquente l'université de Liège et en sort en 1914 muni d'un doctorat en médecine. Il travaille ensuite dans une clinique psychiatrique, étant agrégé en 1923. Il est nommé professeur de psychiatrie à l'université de Liège en 1925.
Avec Ludo Van Bogaert, Divry a documenté le syndrome affectant trois frères et qui a reçu le nom des deux chercheurs, le syndrome de Van Bogaert-Divry. Il a aussi identifié les plaques amyloïdes.